# Дзара, Франческа
Франческа Дзара (итал. Francesca Zara; род. 8 декабря 1976 в Бассано-дель-Граппа, Виченца, Венеция, Италия) — итальянская профессиональная баскетболистка, выступавшая в женской национальной баскетбольной ассоциации. Не выставляла свою кандидатуру на драфт ВНБА 2005 года, но ещё до начала очередного сезона заключила контракт с командой «Сиэтл Шторм». Играла на позиции атакующего защитника.
В составе национальной сборной Италии она принимала участие на чемпионатах Европы 1999 года в Польше и 2007 года в Италии, а также стала серебряным призёром летней Универсиады 2003 года в Тэгу.

## Ранние годы
Франческа Дзара родилась 8 декабря 1976 года в городе Бассано-дель-Граппа (провинция Виченца).